# Les Péchés des pères
Les Péchés des pères est un roman noir de Lawrence Block paru en 1976. 
Les Péchés des pères est le roman de Lawrence Block qui voit apparaître le personnage d'enquêteur privé  
new-yorkais alcoolique/ex-alcoolique Matt Scudder. Il sera le personnage récurrent d'une quinzaine de volumes dont le plus connu est Huit Millions de façons de mourir (1982). Il a été traduit tardivement en France (2000), ce qui complique la compréhension de l'évolution du personnage. Ici, il boit déjà beaucoup de café, mais « arrosé ».
Le roman est traduit et publié en France en 2000.

## Résumé
Quand le roman commence, la victime est morte, et celui dont on pense qu’il est l’assassin s'est suicidé. Pour la police, l'affaire est donc bouclée. Mais le père (adoptif) de Wendy — la jeune fille morte lacérée — sollicite Matt Scudder pour qu'il lui apprenne qui était réellement sa fille, considérée par la presse bavarde comme une prostituée, tuée par  Richard Vanderpoel — son jeune colocataire ; celui-ci s'est fait arrêter dans la rue en bas de son immeuble, en sang et hurlant des obscénités. Mis en prison, Richard s'est très rapidement pendu. Matt Scudder convainc la police de lui donner quelques informations. Il interroge les proches de la jeune femme. Il se fait petit à petit une opinion sur ce qui est réellement arrivé. La résolution des énigmes est encore plus tragique que ce que laissait supposer la situation de départ.

## Le héros récurrent
- Ce premier roman de la série des Matt Scudder présente en partie ce que sera le personnage récurrent : Matt est un ancien policier de grande qualité qui a quitté le métier après seize ans de service, soit quatre ans seulement avant de pouvoir prétendre à une pension. Il vit à l'hôtel de façon spartiate, il boit beaucoup d'alcool, et il met dix pour cent de ses gains (la « dime ») dans un tronc de la première église ouverte qu'il rencontre : il a à se faire pardonner la mort d'une petite fille, Estrellita, qui s'est trouvée sur la trajectoire d'une de ses balles perdues lors de la poursuite de deux tueurs. Il est divorcé, sa femme élève ses deux fils qu'il voit peu ; il leur envoie de temps en temps un peu d'argent.
- C'est dans les volumes suivants que Matt Scudder deviendra petit à petit un grand héros de roman noir, avec ses combats contre son alcoolisme, contre la dépression qui le menace et contre les multiples formes du crime qui fleurissaient à New-York.

## La philosophie sous-jacente
Matt Scudder pratique volontiers la justice individuelle, mais ce n'est pas l'« Inspecteur Harry » (dont Block se moque dans un passage de Huit millions de façons de mourir) qui flingue tout ce qui bouge. Beaucoup de bons romans « de genre » (polar, science-fiction, fantastique) sont souvent l'occasion — par les dialogues entre les personnages ou par la signification implicite des histoires — d'un débat d'idées. Or Block ne développe pas une philosophie réactionnaire. Le récit a justement pour but de montrer qu'il ne faut pas voir la vie en « noir et blanc », mais en gris plus ou moins foncé : un homme peut être plus ou moins honnête, un flic peut être plus ou moins corrompu, un pasteur peut être plus ou moins abusivement puritain, une fille peut être plus ou moins prostituée, un père peut être plus ou moins coupable envers ses enfants. Mais quand Matt Scudder estime que certaines limites dans le mal et le crime sont franchies, il se comporte alors en vengeur privé inflexible.

## Roman policier ou roman noir?
Les Péchés des pères est encore construit comme un roman policier classique avec son scénario bouclé dans un monde clos, avec quelques échappées vers un monde urbain glauque plus spécifique du roman noir. La situation est très proche du roman policier psychologique classique, et si Freud n'est pas cité (ici, Lawrence Block s'interdit ce genre de références culturelles qu'il pratique avec virtuosité et humour dans d'autres romans), on peut voir à l'œuvre plusieurs structures psychanalytiques qui s'entremêlent (et qu'on ne peut pas expliquer sans raconter l'histoire et dévoiler le suspens). C'est dans la suite des aventures de Scudder que ses enquêtes donneront lieu à de grands romans noirs tragiques (comme Huit millions de façons de mourir) qui ouvrent vers des structures sociales plus vastes où le mal est plus diffus et où la « solution de l'énigme » est plus incertaine.

## Édition française
- Les Péchés des pères, traduction par Robert Pépin, Seuil Policier, 2000 ; Points, 2002.

## Livre audio en français
- Lawrence Block (trad. Robert Pépin), Les Péchés des pères [« The Sins of the Fathers »], Paris, Livraphone, 8 mars 2004 (ISBN 978-2-87809-347-6, BNF 40071808)Narrateur : François Berland ; support : 5 disques compacts audio ; durée : 4 h 55 min environ ; référence éditeur : Livraphone LIV 438C.